# Analgetische Adjuvans
Ein analgetisches Adjuvans ist ein Medikament, welches üblicherweise für Indikationen außerhalb der Schmerzbehandlung verschrieben wird, jedoch in der jeweils gegebenen Krankheit zur der Analgesie beiträgt . Dies ist oft Teil einer multimodalen Schmerztherapie, wobei es eines der Ziele ist den Bedarf an Opioiden zu minimieren.

## Hintergrund
Bei der multimodalen Analgesie handelt es sich um die Nutzung verschiedener therapeutischer Ansätze zur Schmerzbehandlung. Darunter auch die zeitgleiche Behandlung mit mehreren Medikamenten verschiedener Wirkungsweise.
Längerfristige Anwendung von Opioiden in höheren Dosierungen ist mit erhöhtem Risiko für Toleranz und Substanzgebrauchsstörung, daher besteht ein Trend hin zur multimodalen Schmerztherapie.

## Formen

### Antikonvulsiva
Antikonvulsiva wirken durch die Blockade von Natrium- und Calciumkanälen zur Hemmung der Ausschüttung von Glutamat (erregender Neurotransmitter). Die Übererregbarkeit von Noziceptoren durch Schäden an schmerzleitenden Neuronen resultiert in chronischen neuropathischen Schmerzen. Häufig zur Behandlung genutzt werden Gabapentinoide (Calciumantagonist) und Carbamazapin (Natriumkanalblocker). Es gibt Ergebnisse wonach Antikonvulsiva möglicherweise auch bei Schmerzen entzündlicher Art helfen können, durch verringerte Übererregbarkeit von Nociceptoren, ursprünglich verursacht durch Schaden am Gewebe.
- Beispiele:
  - Gabapentin
  - Pregabalin
  - Carbamazepin: Mittel der ersten Wahl für Trigeminusneuralgie und auch von der FDA dafür zugelassen[10]

### Antidepressiva
Antidepressiva wirken (als Behandlung bei Depression und Schmerz) indem sie den Metabolismus von Serotonin und Noradrenalin modulieren. Absteigende serotonerge Neurone in das Hinterhorn des Rückenmarks sind in der Regelung von Schmerzreizen und Schmerzwahrnehmung, insbesondere bei chronischem Schmerz, beteiligt. Häufig genutzt sind Serotonin-Noradrenalin-Wiederaufnahmehemmer (SNRI) und tricyclische Antidepressiva. Duloxetin, venlafaxin, and amitriptylin sind FDA-zugelassen für chronische muskuloskelettale Schmerzen, periphere Neuropathie, und Fibromyalgie.
- Beispiele:
  - Duloxetin
  - Venlafaxin
  - Amitriptylin

### Muskelrelaxanzien
Übererregung der Skelettmuskulatur kann in Spastizität resultieren (erhöhter Muskeltonus) und/oder Krämpfen (unwillkürliche Muskelanspannung) welche zum Schmerz beitragen können.  Es gibt verschiedene Klassen an Muskelrelaxazien mit verschiedenen Wirkungsmechanismen, die zur Schmerzbehandlung eingesetzt werden. Sie haben oft sedative Wirkung, welche zur Analgesie beiträgt und die Entspannung verbessert. Experten sind sich uneinig, ob Muskelrelaxanzien bei akutem muskuloskelettalem Schmerz nützlich sind.
- Beispiele:
  - Cyclobenzaprin
  - Methocarbamol
  - Tizanidine
  - Baclofen
  - Carisoprodol: auch aktiv im zentralen Nervensystem und reduziert die Schmerzwahrnehmung[15]
  - Diazepam

### Alpha-2 adrenerge Agonisten
Alpha-2 adrenerge Agonisten wie Clonidin werden traditionell zur Behandlung von Bluthochdruck genutzt via Inhibition der Ausschüttung von Noradrenalin. Zentrale alpha-2 adrenerge Aktivierung im Locus ceruleus und in der Wirbelsäule bewirken jeweils Sedierung und Schmerzregelung. Clonidin ist nachweislich wirksam in der Behandlung von akutem und chronischem Schmerz.
- Beispiele:
  - Clonidine
  - Tizanidin: auch Muskelrelaxans